# Junquera (La Rioja)
Junquera (Juncaria) fue una aldea de La Rioja hoy desaparecida.
Estaba situada a 3 kilómetros de Treviana, al lado del río Ea y de la carretera que va hacia Haro. 
Fue un foco de población próspero hasta que a principios del siglo XIV se despobló, pasando sus terrenos a formar parte de la villa de Treviana.

## Ermita de Nuestra Señora de la Junquera
De la aldea se conserva la Iglesia. Esta se compone de una nave y un ábside. 
La cabecera del templo corresponde a la primitiva iglesia del siglo XIII y el resto en cruz latina fue una ampliación que realizó la villa de Treviana en el siglo XVII. Consta además, de una torre gótica agregada en el muro norte de la cabecerea.

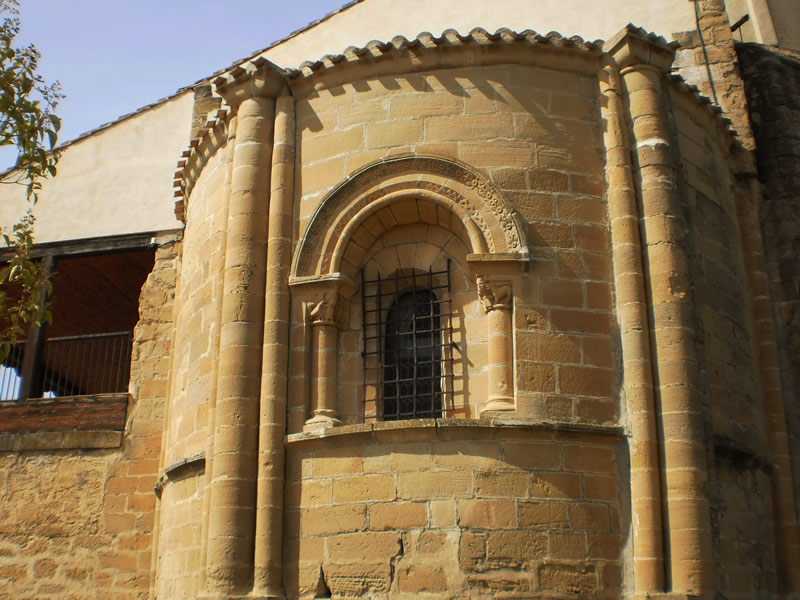
Ábside románico burebano de la Ermita de Junquera.

## Historia
Es la primera población riojana que aparece en el Cartulario de San Millán de la Cogolla, su antiguo nombre era Juncaria (lugar de juncos) nombre que los romanos dieron a poblaciones de Yunquera (Málaga) y a  La Junquera (Gerona).